# 桑特爾·茱莉葉
桑特爾·茱莉葉（Chantal Juillet，1960年12月19日—），加拿大女小提琴家。
茱莉叶生于加拿大魁北克省蒙特利尔，6岁开始学习小提琴，先后在魁北克市和蒙特利尔师从名师。1969年，她获得魁北克音乐节一等奖。此后前往纽约市学习小提琴，並在纽约市青年藝術家比賽奪冠後獲得國際注意，后进入印第安那州立大学进修。茱莉葉在十六歲（1976年）時已囊括加拿大所有音樂比賽大獎，亦在洛杉磯、紐約及華盛頓成功首演。
多年来，茱莉叶一直是指挥家夏尔·迪图瓦的定期合作者和音乐助理，他们于2010年2月结婚。